# チャイルドシート

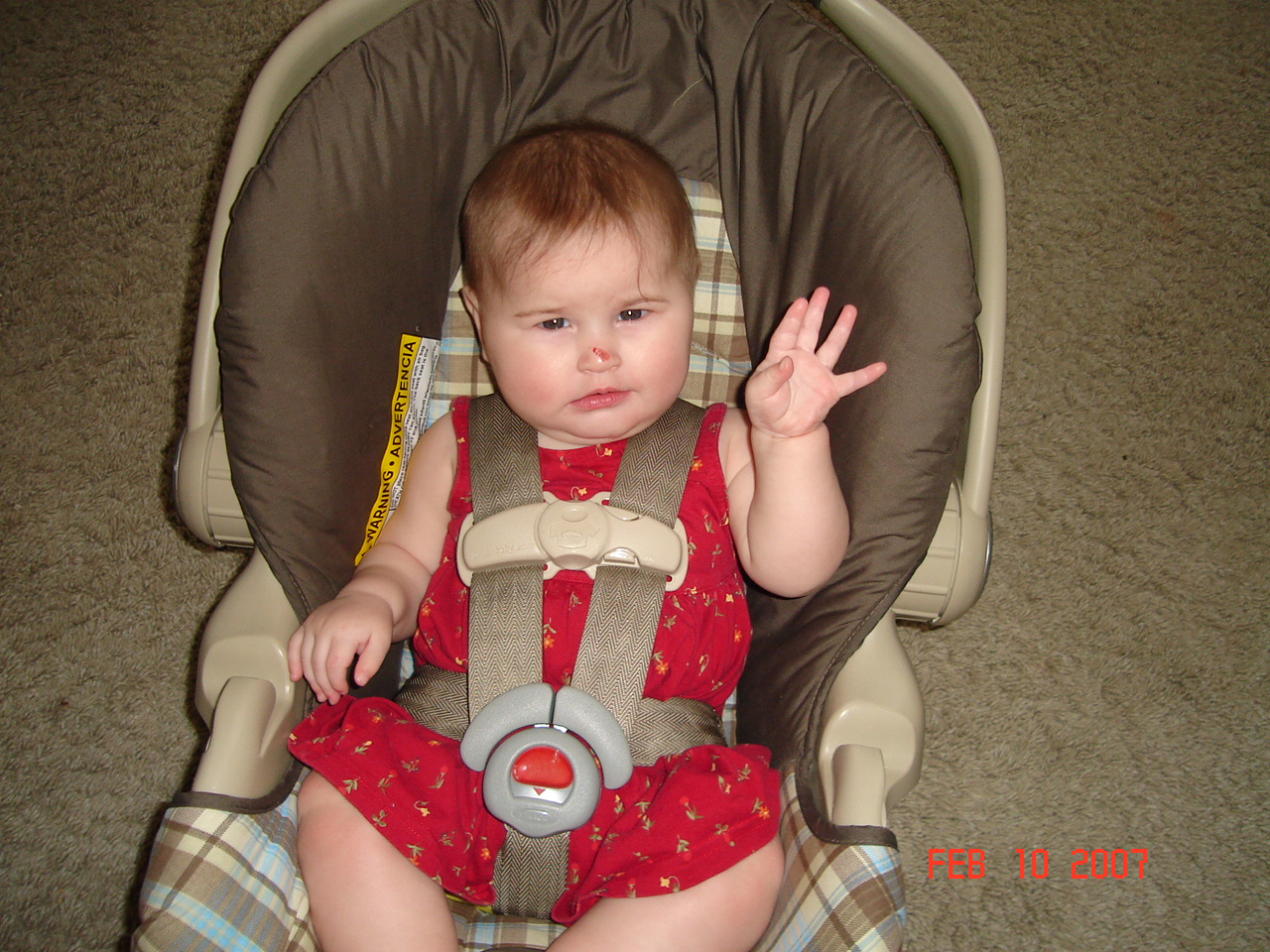
チャイルドシート（自動車から外した状態で撮影したもの。新生児用）

チャイルドシート（和製英語: child seat）とは、シートベルトを正しく着用する事ができない子供を自動車に乗車させる際、安全を確保するため身体を座席に固定する装置。英語では一般に child car seat、child safety seat などと呼ばれ、乳児用のものはinfant seat、学童用のものはbooster seatと区別されることもある。
日本の法令上は幼児用補助装置と呼ばれているが、規格としてはCRS（child restraint system; 幼児拘束装置）の名称が一般的である。
世界初の民生用チャイルドシートは、1963年にドイツのシュトルヘンミューレ社（現在のレカロ社 ）が発売した。また着用が初めて義務化されたは国はオーストラリアのビクトリア州で、1976年からとなる。日本では2000年4月1日に改正された道路交通法（第71条の3第3項）により、運転者が6歳未満の幼児を自動車に乗車させる場合に使用が義務付けられた。違反の場合は行政処分の基礎点数が1点付加される。
大人と比べて体格や骨格、筋肉が十分ではない子供への衝突時の安全確保だけではなく、幼児や学童の場合は車内で暴れるなどして運転の妨げになることがあるので、安全運転のためにも装着が必要である。

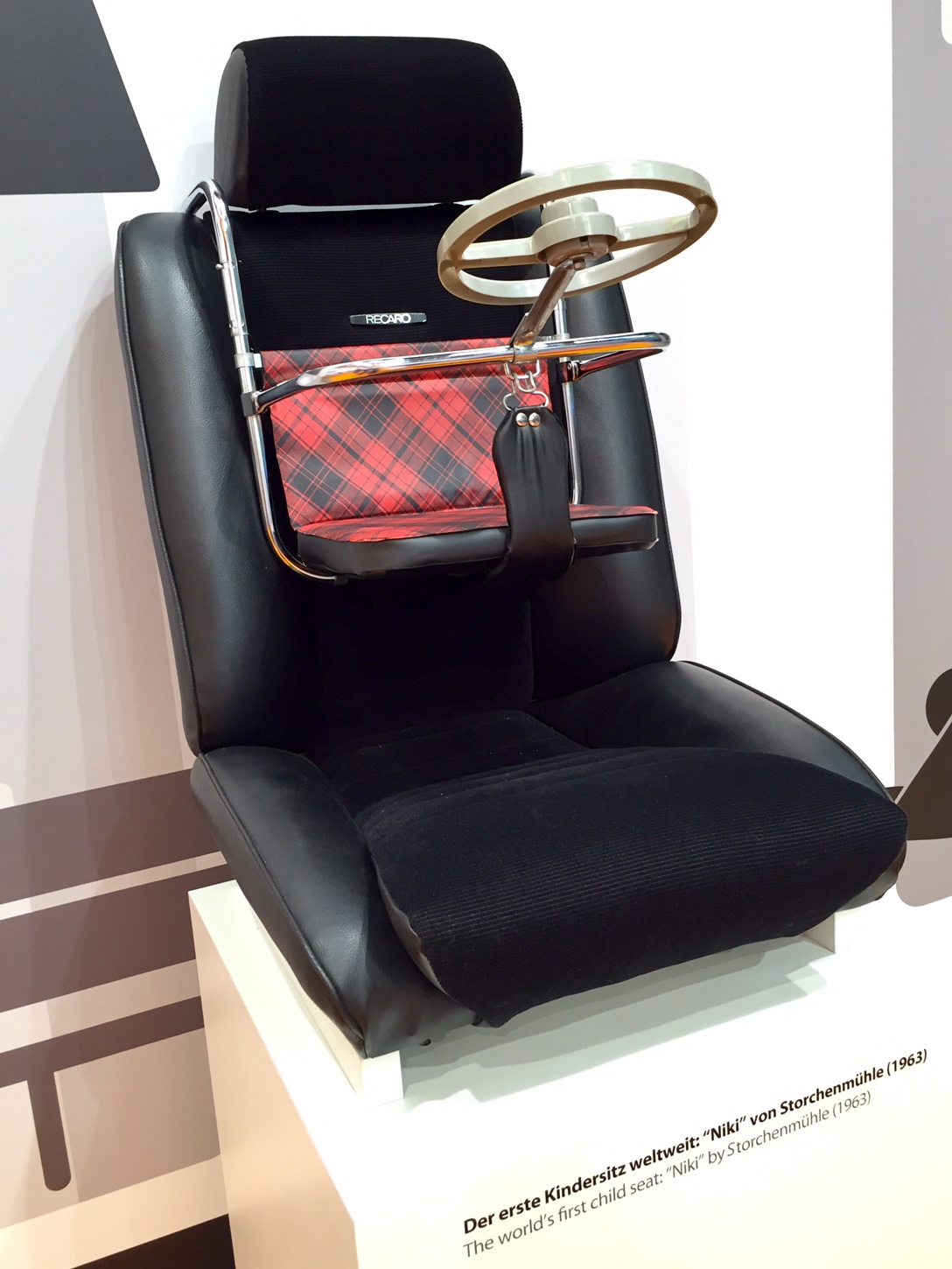
民生用で世界初のチャイルドシート（1963年　レカロ・シュトルヘンミューレ社製）

チャイルドシートの普及により、それより前から存在していて、名称が統一されていない自転車に取り付ける子供用の座席も、チャイルドシートとも呼ぶようになった。

## 種類

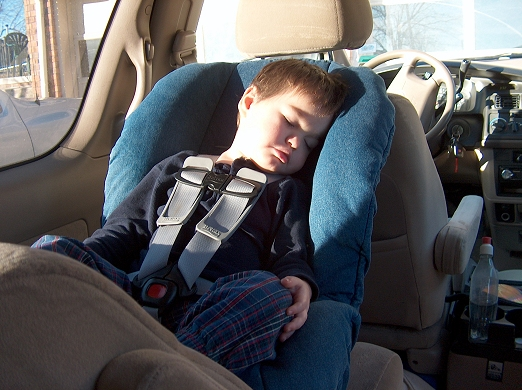
後向きに固定したチャイルドシート

対象者の体格に合わせて次のような種類がある（実際の製品は、必ずしもこの種類に添って作られているわけではない）。2005年現在、乳児用と幼児用を兼用するタイプが増加しつつある。
乳児用
主に首が据わっていない乳児（10kg未満、0～12ヶ月程度）に用いられるもの。ベビーシートと言い換えることも多い。ボルボにより開発された後向きチャイルドシートや、その後開発された横向きチャイルドシートがある。前向きのシートは、衝突時に乳児の柔らかい身体に強い衝撃がかかるため、禁物である。また、後ろ向きで助手席に装着する場合、エアバッグが作動した時に、子供がチャイルドシートごと弾き飛ばされ、命にかかわるような重大な傷害に至る恐れがあることから、必ず後部座席に取り付けるようにしなければならない。車種によっては、助手席エアバッグの展開を停止するスイッチが装備されているものや、純正チャイルドシート取り付けるとICセンサーによって助手席エアバッグが自動停止するものもある。この場合は車の取扱説明書をよく読み正しく操作し、子供を乗せる時には必ず助手席エアバッグの停止状態を確認することが必要である。

座席の形状と装着する空間の関係上、横向きは平面のベッド型、後向きは斜め45度の抱っこ型となる。横向きか後向きの一方を推奨するチャイルドシート会社が他方の欠点を指摘しあっている。つまり、後向きシートでは追突事故の際に乳児の頭が強く揺さぶられ且つ頭の重量で気道を圧迫するとの主張がある一方で、前面衝突ではその衝撃を背中全体で受け止めることが出来、且つ抱っこしているのと同じ姿勢であり最も気道を圧迫しないという主張がある。横向きシートは、腹式呼吸を妨げずまた頭の重みによる気道の圧迫がないとする主張があるが、後ろ向きシートとの比較研究の結果差が生じなかったという報告もある。
※米国では原則後向きにすることが義務づけられており、ベッド型のシートは未熟児や低体重児などで呼吸障害を起こす可能性がある場合のみ特殊用途として認められている。これは、後向きの方が前向きに比較して安全であるという見地からである（子供の安全ネットワーク・ジャパンを参照）。
幼児用
首が据わった幼児（9～18kg、100cm以下）用のもの。底部は高く、頭部までを支える大型の背もたれと、両サイドを支えるサイドサポートがある。前向きに着席させて使用。助手席に装着する場合は、できるだけエアバッグに近づかないよう、助手席シートをスライド中間位置まで調整し、背もたれを起こした状態でチャイルドシートを装着する。
学童用
学童（15～36kg、135cm以下）用のもの。ブースタークッションにより座高を高くして、学童が自動車備え付けの3点式シートベルトを正しく着用できるようにする。背もたれ付きのものと、座面だけのものがある。6歳以上であれば使用義務は無いが、安全確保のために用いられる。使用する時は、子供の頭が保護されるよう、車のヘッドレストを正しい位置に調整する。助手席で使用する場合は、できるだけエアバッグに近づかないよう、助手席シートをスライド中間位置まで調整して使用する。その他、安全性を重視するボルボでは1990年から、後部座席にブースタークッションが内蔵されているものもある。またブースタークッションもボルボにより開発された。

## 固定方法

### ISOFIX
2002年後半にISOFIX方式が登場するまでは、固定には通常のシートベルトを使用するのが一般的であったが、誤使用やグラつきによる事故が多発していたことから、2006年10月にクルマ及びチャイルドシートの保安基準が改正され、乗用車を対象に汎用ISO-FIX取り付け装置（固定専用バーとトップテザーアンカー）の装着が自動車メーカーに義務づけられた。ISO-FIXは車両側の金属製バーとチャイルドシート側のコネクタ（金具）を金属同士で接続するため、グラつきなどの固定の強弱が生じないため、より安全・簡単にチャイルドシートを固定できる装置である。
さらに2012年7月1日以降に生産される乗用車には、ISOバーとトップテザーアンカーの装備が義務付けとなった。

### 座席
チャイルドシートの固定座席や要領については、自動車の取扱説明書や使用国の規制に従う。助手席への固定は、運転席に座る保護者が子供の様子を容易に確認できるメリットがあるが、事故発生時のダメージは後部座席より高いリスクがある。このため助手席に後ろ向きのチャイルドシートの固定を禁止している国（ポーランドなど）や助手席エアバッグをキャンセルすれば可能である国（アイスランドなど）もあり様々。なお、後部座席への固定は、運転席からの視界に入らないため置き去りにされるといった交通事故以外の事故リスクを高める。アメリカ合衆国では、保護者が子供を載せていたことを忘れて車外へ出てしまい、結果的に熱中症で死亡させてしまう事故例が少なからず報告されている。

## 選び方のポイント
- 体格に合わせて適切な種類を選択する。
- 自動車のシートの形状に合うものを選択する。メーカーから適合表が用意されている。取り付けが容易であることが望ましい。
- 価格と安全性能は比例しない。価格が安くても運輸大臣（国土交通大臣）による技術基準を満たしていれば、一定の安全性は確保されている。
- 自治体や各種団体による補助金、無料貸出、リサイクルなどの制度が設けられている。
- チャイルドシート専用の保険がある。
- 着衣型は日本独自のもので、安価でありその手軽さが長所としてあげられるが、ハーネスが股間や首を圧迫する可能性があるとの研究もある。

## 使用義務の免除
次の場合は道路交通法の使用義務が免除される（道路交通法施行令26条の3の2第3項）。
- 乗車人数より座席の数が少なく、チャイルドシートを固定できない場合。
- 負傷、障害、著しい肥満など、身体の状態により適切に使用できない場合。
- 授乳などチャイルドシートを使用できない日常生活上の世話を行う場合。
- タクシーなどの旅客運送、幼児送迎用バスなど。
- ケガや病気などで、緊急に搬送する必要がある場合。

## その他
日本国内の安全基準に適合していないチャイルドシートがインターネット上で流通している実態が、2016年9月23日の毎日新聞の報道で判明している。道路交通法に抵触する可能性もあることから、国土交通省などが注意を呼び掛けている。